# Liquid Feedback
Liquid Feedback (abreviado lqfb) es un programa libre de formación de opinión y toma de decisiones que permite la democracia directa y la representativa a la vez. A la hora de votar se puede votar directamente o delegar el voto en alguien, quien a su vez puede volverlo a delegar. En cualquier momento se puede dejar de delegar en alguien, y también delegar en diferentes personas según el tema tratado. Este sistema se conoce como democracia líquida. Este sistema permite tomar decisiones que canalizan mejor el conocimiento desigual de los participantes, sin dejar de reflejar la voluntad de cada uno.
Liquid Feedback está dirigido a partidos políticos, asociaciones y grupos ciudadanos, especialmente cuando la cantidad de miembros es demasiado grande como para conocer su opinión usando foros o listas de correo. 
La delegación de voto crea estructuras de poder similares a las de la democracia representativa, aunque mucho más dinámicas pues se puede cambiar el voto delegado en cualquier momento. Según los promotores esto es necesario para reflejar la opinión de todos, incluyendo a usuarios que no disponen de tiempo, superando el problema de ser "dominados por los extrovertidos", habitual en estructuras asamblearias o de base ("grassroot democracy").

## Uso
Los usuarios pueden enviar propuestas (llamadas "iniciativas") para que sean votadas por los demás. El emisor de la propuesta la clasifica en un área temática adecuada o crea una nueva. También se pueden enviar propuestas alternativas a propuestas existentes.
Los administradores de la herramienta marcan límites temporales y quórums para las propuestas, y decide que tipo de acciones resultan tras una votación aceptada.

## Historia
El programa Liquid Feedback fue escrito por Andreas Nitsche, Jan Behrens, Axel Kistner y Bjoern Swierczek. El software incorpora conceptos de democracia líquida, desarrollo de propuestas, voto preferencial o método de Schulze, y de democracia interactiva. Fue publicado en octubre del año 2009 por Public Softare Group e.V. tras sugerencias de algunos miembros del Partido Pirata alemán, insatisfechos con los métodos existentes hasta entonces para la formación de opinión política. A pesar de esta relación con los piratas alemanes, los desarrolladores mantienen un grupo completamente independiente y promocionan el uso del software por otros partidos y organizaciones. La primera versión estable del "back end" fue publicada en abril de 2010.
Ha sido usado con éxito para la preparación de varias convenciones nacionales del partido pirata alemán, austriaco, italiano, suizo y brasileño. También ha sido usado por Slow Food (Alemania) y el Movimiento Cinco Estrellas en Italia.

## Especificaciones técnicas
El "front end" está escrito en Lua y el "back end" en PL/pgSQL. Ambas partes con licencia MIT. También hay un API que permite interacción con aplicaciones externas.

## Críticas
Algunos miembros del Partido Pirata alemán han criticado el que todos los votos sean públicos, garantizando la transparencia pero impidiendo a los participantes mantener en secreto su opinión política. Aunque el nombre de usuario puede desvincularse de la identidad de la persona, pues las cuentas se abren con una clave anónima que se genera al afiliarse. Pero como también hay discusión y promoción de ideas, es habitual no ocultar la identidad real.
También ha recibido críticas por crear estructuras de poder. Se ha introducido la posibilidad de eliminar usuarios no activos y también que las delegaciones caduquen.
Se ha dicho que el sistema no tiene en cuenta los intereses de las minorías.